# Día de Star Trek
El Día de Star Trek es un día conmemorativo informal anual que se celebra el 8 de septiembre y marca el estreno de la serie de televisión original de Star Trek en esa fecha en 1966. Los fanáticos de todo el mundo celebran este día para reconocer el impacto cultural de la franquicia Star Trek. Se ha comparado con el 4 de mayo, que es el Día de Star Wars.

## Historia
Star Trek, creada por Gene Roddenberry, debutó en la cadena de televisión NBC en 1966. La serie presentó un futuro optimista donde se enfatizaba la diversidad y la exploración. Fue cancelada después de tres temporadas, pero luego alcanzó un seguimiento de culto que estimuló numerosas secuelas y estrenos cinematográficos. El reconocimiento del Día de Star Trek comenzó en 2020.

## Celebraciones
Las actividades suelen incluir proyecciones, entrevistas, eventos temáticos y el lanzamiento de contenido relacionado con la franquicia. También ha incluido colaboraciones con organizaciones globales sin fines de lucro que resuenan con los valores fundamentales de la franquicia, como la educación, el cambio social y la inclusión. Estas asociaciones tienen como objetivo promover una perspectiva positiva sobre el futuro, reflejando los mensajes aspiracionales de la serie y alentando a los fanáticos a visualizar su influencia en los desarrollos futuros. 
Paramount+, que posee los derechos de la franquicia Star Trek, a menudo apoya el día con acceso a episodios seleccionados.  y organiza eventos para involucrar a los fans.